# Munna hirsuta
Munna hirsuta is een pissebed uit de familie Munnidae. De wetenschappelijke naam van de soort is voor het eerst geldig gepubliceerd in 1962 door Kussakin.